# Виктор Савиних
Виктор Петро́вич Савини́х (на руски: Виктор Петрович Савиных) е съветски космонавт (с 3 космически полета), руски съветски учен, съветски и руски политик.
Член-кореспондент на РАН (2006), ректор (1988 – 2007) и после президент на Московския държавен университет по геодезия и картография, професор, доктор на техническите науки. Герой на Съветския съюз, герой на Народна република България, лауреат на държавни премии на СССР и Русия, почетен гражданин на Кировска област, Киров и Перм, носител на ордени „Георги Димитров“ и „Стара планина“, съветски, руски и чуждестранни награди, заслужил майстор на спорта на СССР.
От 1989 до 1992 г. е народен депутат в Конгреса на народните депутати на СССР. Избран е за депутат в Законодателното събрание на Кировска област (2009) от управляващата партия „Единна Русия“.

## Биография
Роден е на 7 март 1940 г. в с. Берьозкини, Оричевски район, Кировска област, РСФСР.
Завършва Пермския техникум по железопътен транспорт (1960). Постъпва на работа в Свердловската железница. Завършва Московския институт по геодезия, аерофотоснимане и картография (днес: Московски държавен университет по геодезия и картография) през 1969 г. и започва работа в конструкторско бюро.
През 1978 г. е зачислен в отряда на съветските космонавти (Група граждански специалисти № 4) и преминава пълния курс за летене с корабите „Союз“.

## Полети в космоса
- Союз Т-4. 14-а основна експедиция на станцията Салют-6, (12 март – 26 май 1981 г.). Командир Владимир Ковальонок. Работят заедно с 15 и 16 експедиция. Продължителността на полета е 74 денонощия 17 часа и 37 минути.
- Союз Т-13. Орбиталната станиция Салют-7 е без екипаж. Поради повреда с нея е загубена връзката. Задачата на мисията е да се скачи със станцията е да направи необходимите ремонти. Командир на екипажа е Владимир Джанибеков, а бординженер Савиних. Скачването става ръчно. Станцията успешно е ремонтирана и е приета новата експедиция. Полетът е от 6 юни до 21 ноември 1985 г. Савиних остава на борда 168 денонощия 3 часа 51 минути и 8 секунди.
- Союз ТМ-5. Мисията продължава от 7 до 17 юни 1988 г. и е част от програмата Интеркосмос. С нея се осъществява вторият полет на българин в космоса. Савиних е бординженер, командир на полета е Анатолий Соловьов, космонавт-изследовател е Александър Александров. Продължителността е 9 денонощия 20 часа и 10 минути.

Общият му престой в космоса е 252 денонощия 17 часа 38 минути.

## След космоса
През 1989 г. напуска отряда на космонавтите и става ректор на Московския държавен университет по геодезия и картография, на който пост остава до 2007 г. Професор, председател на Асоциацията на руските висши училища.
Автор е на редица учебници и монографии, статии, посветени на въпросите на дистанционните изследвания на Земята от космоса, както и на научнопопулярни книги за космоса. Главен редактор е на списание „Руски космос“. Член на Съюза на писателите на СССР.

## Награди
Два пъти герой на Съветския съюз, три пъти награден с орден Ленин, Герой на НРБ, Герой на МНР, награден с орден „Сухе батор“ и медал „Златна звезда“ (Монголия), награден с орден „Войнска слава“ (Сирия).
Почетен гражданин на градовете Киров, Калуга, Перм (Русия), Джезказган (Казахстан), Улан Батор, Дархан (Монголия).
Доктор хонорис кауза на Университета по архитектура, строителство и геодезия (2007 г.)